# Die Rettungsflieger/Staffel 1
Die erste Staffel der deutschen Notfall- und Rettungsserie Die Rettungsflieger feierte ihre Premiere am 27. Januar 1998 auf dem Sender ZDF. Das Finale wurde am 3. März 1998 gesendet.
Die sechs Episoden der ersten Staffel wurden am dienstäglichen Vorabend auf dem 19:25-Uhr-Sendeplatz erstausgestrahlt und werden seit der Einstellung der Fernsehserie im Jahr 2007 regelmäßig im Nachmittagsprogramm von ZDF und Nachmittags- und Vorabendprogramm von ZDFneo wiederholt.

## Darsteller
| Rollenname       | Dienstgrad     | Beruf             | Schauspieler  |
| ---------------- | -------------- | ----------------- | ------------- |
| Alexander Karuhn | Hauptmann      | Pilot             | Matthias Leja |
| Max Westphal     | Hauptfeldwebel | Bordtechniker     | Frank Stieren |
| Maren Maibach    | Stabsarzt      | Notärztin         | Gerit Kling   |
| Thomas Asmus     | Oberbootsmann  | Rettungsassistent | Ulrich Bähnk  |
| Gerald Schröder  | Oberstleutnant | Pilot             | Nicolas König |
| Leo Sidowski     | Oberbootsmann  | Rettungsassistent | René Steinke  |

## Episoden
| Nr. (ges.) | Nr. (St.) | Originaltitel     | Erstausstrahlung D | Regie        |
| --- | --------- | ----------------- | ------------------ | ------------ |
| 1 | 1         | Licht im Dunkeln  | 27. Jan. 1998      | Rolf Liccini |
| Die Rettungsflieger-Crew um Pilot Alexander Karuhn, Bordmechaniker Max Westphal, Notärztin Dr. Maren Maibach und Rettungsassistent Thomas Asmus wird zu einem folgenschweren Unfall gerufen. Bei der Bergung der Verletzten entdeckt der Bordmechaniker kurz vor dem Abtransport eines Verletzten ein zweites Opfer, doch für dieses kommt jede Hilfe zu spät. Kurz bevor der junge Mann seinen Verletzungen erliegt muss der Bordmechaniker ihm versprechen die Organspende des Mannes zu veranlassen, doch später stellt sich dessen Vater quer und der Hauptfeldwebel muss Überzeugungsarbeit leisten. Wenig später geht es für das Team zum nächsten Einsatz in den Hamburger Hafen. Dort muss ein übergewichtiger Kranführer mittels Rettungswinde geborgen werden. Wenig später werden die Rettungsflieger zu einem Hundebiss gerufen, der ihnen eine Schlagzeile einbringen soll. Gastdarsteller: Jürgen Janza als Vater des Unfallopfers, Caroline Redl als Lisa, Kira von Maydell als Karin |           |                   |                    |              |
| 2 | 2         | Was lange gärt …  | 3. Feb. 1998       | Rolf Liccini |
| Das Team der Rettungsflieger wird in die Praxis des Schönheitschirurgen Dr. Bernard Maibach gerufen. Für Notärztin Dr. Maren Maibach ist dieser Einsatz besonders, da der Schönheitschirurg ihr Ex-Mann ist und sie diesen eigentlich vergessen wollte. Als er wenig später im Rettungszentrum erscheint und der Notärztin danken möchte, ist diese äußerst beeindruckt. Am nächsten Tag warten zwei neue Einsätze auf das Team: Eine alte Frau hat einen Kreislaufzusammenbruch erlitten und muss in die Klinik geflogen werden, dabei berührt der besonders liebevolle Umgang ihres Ehemannes das Team. Doch der nächste Einsatz ist wesentlicher dramatischer: Während eines Bootsausfluges mit seinem Enkel gerät der Opa mit den Händen in die Schiffsschraube und der Schiffsmotor droht zu explodieren. Den Rettungsfliegern gelingt es jedoch kurz vor der Explosion den Enkel und seinen Opa von dem Schiff zu retten. Gastdarsteller: Caroline Redl als Lisa, Wilfried Zander als Kapitän |           |                   |                    |              |
| 3 | 3         | Blinde Wut        | 10. Feb. 1998      | Rolf Liccini |
| Ein Junge hat aus einer mit Petroleum gefüllten Trinkflasche getrunken und sich die Speiseröhre verätzt. Das Team der Rettungsflieger ist schnell vor Ort und kann den Abtransport veranlassen, doch während des Fluges in die Klinik wird der Hubschrauber durch einen illegal gestarteten Modellflieger beschädigt und ist zunächst fluguntauglich. Währenddessen gerät der Junge in Lebensgefahr und das Team muss mit vereinten Kräften den Hubschrauber wieder flugtauglich bekommen, da der Rettungswagen im Stau steht. Am Abend muss Rettungsassistent Thomas Asmus seinem Sohn Joschi, welcher von einer Gang belästigt wird, beistehen und gerät selbst in Gefahr, doch Maren Maibach und Alexander Karuhn eilen ihm zur Hilfe. Als am nächsten Tag ein Mann seine Ex-Frau mit einer Waffe niederschießt und den gemeinsamen Sohn entführt, ist der Oberbootsmann gefragt und muss vermitteln. Gastdarsteller: Veit Stübner als Packert, Nils Kasiske als Conan |           |                   |                    |              |
| 4 | 4         | Sturzflug         | 17. Feb. 1998      | Rolf Liccini |
| Rettungsassistent Thomas Asmus ist im Urlaub. Seine Vertretung übernimmt Oberbootsmann Leo Sidowski. Dieser ist alles andere als ein Teamplayer und gerät dabei mit Notärztin Dr. Maren Maibach heftig aneinander. Doch der nächste Einsatz verschafft etwas Ablenkung und fordert die volle Konzentration von Pilot Alexander Karuhn. Der Pilot einer zweimotorigen Cessna ist unterzuckert zusammengebrochen und die Mutter muss nun das Flugzeug landen, allerdings hat sie keinerlei Erfahrung im Fliegen. Dem Hauptmann gelingt es per Funksprüchen die Frau bei der Landung zu unterstützen. Doch im Rettungszentrum angekommen folgt der Schock: Oberstleutnant Gerald Schröder ist vorbeigekommen um dem Piloten seine Freistellung vom Dienst und die Einweisung in ein Bundeswehrkrankenhaus zu überbringen, da seine Blutwerte anscheinend nicht in Ordnung sind. Als der Pilot nach Dienstschluss Besuch von Notärztin Dr. Maren Maibach erhält suchen die beiden nach Gründen für die Blutwerte und mischen dabei die Station auf. Gastdarsteller: Martin Feifel als Sportflieger, Barbara Focke als Mutter |           |                   |                    |              |
| 5 | 5         | Schwarzer Freitag | 24. Feb. 1998      | Rolf Liccini |
| Nach einem Großeinsatz im Kindergarten, bei dem das Team der Rettungsflieger Kinder mit Vergiftungserscheinungen behandeln musste, herrscht frostige Stimmung im Team, denn Oberbootsmann Leo Sidowski hat sich gegenüber der Kindergärtnerin im Ton vergriffen und damit Notärztin Dr. Maren Maibach verärgert. Gerade als es zu einer Aussprache kommen soll, werden die Retter zum nächsten Einsatz gerufen: Im Gefängnis hat ein Häftling scheinbar einen Herzinfarkt erlitten und muss in ein Krankenhaus geflogen werden. Kurz vor dem Abflug trifft der Begleitschutz ein und steigt mit in den Hubschrauber, doch die Situation wendet sich als dieser plötzlich Dr. Maren Maibach eine Waffe an den Kopf hält und Alexander Karuhn zur Landung zwingt. Der Gefangene kann durch seine kriminellen Freunde befreit werden. In der Folge kommt zu einem Großeinsatz der Polizei bei dem auch der Polizeihubschrauber abgeschossen wird und das Bundeswehr-Team Amtshilfe leisten muss. Gastdarsteller: Karina Marmann als Kindergärtnerin, Luca Maric als Entführer                                               |           |                   |                    |              |
| 6 | 6         | Happy Birthday    | 3. März 1998       | Rolf Liccini |
| Notärztin Dr. Maren Maibach hat Geburtstag, doch ein Einsatz im Motorraum eines Frachtschiffes, bei dem zwei Besatzungsmitglieder durch kochenden Brennstoff verletzt werden, verdirbt ihr die Feierlaune. Als das Team zum nächsten Einsatz gerufen wird, steht es vor einem Problem: Im obersten Stock eines Hochhauses liegt eine schwangere Frau in den Wehen, doch der Aufzug ist defekt und die Rettungsflieger müssen auf dem Dach landen. Dr. Maren Maibach gelingt es Geburtshilfe zu leisten. Als Mutter und Kind gesund in der Klinik angekommen sind, feiern die Rettungsflieger den Geburtstag ihrer Notärztin. Gastdarsteller: Vijak Bayani als Schwangere, Hans-Dieter Brückner als Anwohner |           |                   |                    |              |

## DVD-Veröffentlichung
Die DVD mit den Episoden der ersten Staffel und dem Pilotfilm Vier Freunde im Einsatz erschien am 5. Oktober 2007.
Eine DVD-Box mit allen elf Staffeln der Rettungsflieger und dem Pilotfilm erschien am 24. August 2012.